# Orthotrichum squarrosum
Orthotrichum squarrosum là một loài rêu trong họ Orthotrichaceae. Loài này được (Brid.) Hook. & Grev. mô tả khoa học đầu tiên năm 1824.